# ميرلين اولسن
ميرلين اولسن (بالإنجليزية: Merlin Olsen) هو لاعب كرة قدم أمريكية وممثل أمريكي، ولد في 15 سبتمبر 1940 في لوغان في الولايات المتحدة، وتوفي في 11 مارس 2010 في City of Hope National Medical Center ‏ في الولايات المتحدة بسبب ورم المتوسطة. من الجوائز التي نالها قاعة مشاهير محترفي كرة القدم.

## أعمال

### مسلسلات
- بيت صغير على المرج

## جوائز
- قاعة مشاهير محترفي كرة القدم

## وصلات خارجية
- ميرلين اولسن على موقع مرجع كرة القدم المحترفة.كوم (الإنجليزية)
- ميرلين اولسن على موقع قاعة كاليفورنيا للمشاهير الرياضية (الإنجليزية)
- ميرلين اولسن على موقع IMDb (الإنجليزية)
- ميرلين اولسن على موقع الموسوعة البريطانية (الإنجليزية)
- ميرلين اولسن على موقع ألو سيني (الفرنسية)
- ميرلين اولسن على موقع أول موفي (الإنجليزية)
- ميرلين اولسن على موقع قاعدة بيانات الأفلام السويدية (السويدية)
- ميرلين اولسن على موقع إن إن دي بي (الإنجليزية)
- ميرلين اولسن على موقع قاعدة بيانات الفيلم (الإنجليزية)
- ميرلين اولسن على موقع كينوبويسك (الروسية)